# Catherine Harrison
Catherine Harrison (Memphis, 9 april 1994) is een tennisspeelster uit de Verenigde Staten van Amerika. Zij begon op zesjarige leeftijd met het spelen van tennis. Als student speelde zij voor de UCLA, waar zij antropologie studeerde. Haar favoriete ondergrond is hardcourt. Zij speelt rechtshandig.

## Loopbaan
In 2014 won Harrison haar eerste ITF-titel – samen met Mary Weatherholt won zij het dubbelspeltoernooi van Austin, Texas.
Harrison komt voornamelijk uit op ITF-toernooien, en speelde tot en met 2021 geen kwalificaties voor de grandslamtoernooien. Haar WTA-debuut maakte zij in 2011 toen zij een wildcard kreeg voor het toernooi van Memphis.
In augustus 2021 kwam zij binnen op de top 150 van de wereldranglijst in het dubbelspel.
Zij stond in maart 2022 voor het eerst in een WTA-finale, op het dubbelspeltoernooi van Monterrey, samen met landgenote Sabrina Santamaria – hier veroverde zij haar eerste titel, door het koppel Han Xinyun en Jana Sizikova te verslaan. Daarmee steeg zij naar de top 100 van de wereldranglijst. In mei had zij haar grandslamdebuut op het dubbelspel van Roland Garros, met de Noorse Ulrikke Eikeri aan haar zijde – zij bereikten er de tweede ronde. Een maand later kwalificeerde zij zich ook in het enkelspel voor een grandslamtoernooi, op Wimbledon – in de eerste ronde versloeg zij de Nederlandse Arantxa Rus.

## Posities op deWTA-ranglijst
Positie per einde seizoen:
| jaar | rang enkelspel | rang dubbelspel |
| ---- | -------------- | --------------- |
| 2010 | 938            | –               |
| 2011 | 1201           | –               |
|      |                |                 |
| 2013 | 866            | 1016            |
| 2014 | –              | 789             |
| 2016 | 1004           | 426             |
| 2017 | 934            | 498             |
| 2018 | 715            | 672             |
| 2019 | 268            | 272             |
| 2020 | 281            | 204             |
| 2021 | 254            | 115             |

## Palmares
| Legenda                 |
| ----------------------- |
| Grandslamtoernooi       |
| Olympische Spelen       |
| Year-End Championships  |
| Premier Mandatory       |
| Premier Five / WTA 1000 |
| Premier / WTA 500       |
| International / WTA 250 |
| Challenger / WTA 125    |

### WTA-finaleplaatsen enkelspel
geen

### WTA-finaleplaatsen vrouwendubbelspel
| nr.              | finale     | toernooi      | ondergrond | partner            | tegenstandsters          | score            |         |
| ---------------- | ---------- | ------------- | ---------- | ------------------ | ------------------------ | ---------------- | ------- |
| gewonnen finales |            |               |            |                    |                          |                  |         |
| 1.               | 2022-03-06 | WTA Monterrey | hardcourt  | Sabrina Santamaria | Han Xinyun Jana Sizikova | 1-6, 7-5, [10-6] | details |
| verloren finales |            |               |            |                    |                          |                  |         |
| geen             |            |               |            |                    |                          |                  |         |

## Resultaten grandslamtoernooien
| Legenda | Legenda                          |
| ------- | -------------------------------- |
| g.t.    | geen toernooi gehouden           |
| l.c.    | lagere categorie                 |
| –       | niet deelgenomen                 |
| G       | uitgeschakeld in de groepsfase   |
| 1R      | uitgeschakeld in de eerste ronde |
| 2R      | uitgeschakeld in de tweede ronde |
| 3R      | uitgeschakeld in de derde ronde  |
| 4R      | uitgeschakeld in de vierde ronde |
| KF      | uitgeschakeld in de kwartfinale  |
| HF      | uitgeschakeld in de halve finale |
| F       | de finale verloren               |
| W       | het toernooi gewonnen            |
| w-v     | winst/verlies-balans             |

### Enkelspel
| toernooi        | 2022 |
| --------------- | ---- |
| Australian Open | –    |
| Roland Garros   | –    |
| Wimbledon       | 2R   |
| US Open         | 1R   |

### Vrouwendubbelspel
| toernooi        | 2022 |
| --------------- | ---- |
| Australian Open | –    |
| Roland Garros   | 2R   |
| Wimbledon       | 2R   |
| US Open         | 2R   |